# Tell Grenander
Tell Grenander, född 5 juni 1877 i Göteborg, död 10 oktober 1954 i Uppsala, var en svensk jägmästare.
Tell Grenander var son till justitierådmannen Emil Ferdinand Grenander. Han avlade mogenhetsexamen i Göteborg 1896 och utexaminerades från Ombergs skogsskola 1898 och från Skogsinstitutet 1900. Efter assistentförordnanden i olika norrländska revir blev han statens skogsingenjör 1906. 1915 utnämndes han till jägmästare i Rätans revir i Jämtlands län, och 1922-1934 var han jägmästare i Enköpings revir. Grenander har utgett flera skrifter rörande skogsskötsel, skogslagstiftning och skogliga organisationsfrågor. Särskilt märks den av Svenska skogsvårdsföreningen prisbelönade Samtal om skötseln af ett mindre skogsbruk i Norrland (1910, 2:a upplagan 1913) samt Torfmarkerna och deras afdikning för skogsbörd (1913). Grenander var styrelseledamot i Norrlands skogsvårdsförbund 1914–1915.